# Actophilornis africanus
La jacana africana (Actophilornis africanus (J. F. Gmelin, 1789)) è un uccello dell'ordine dei Caradriiformi (Charadriiformes) originario dell'Africa subsahariana.

## Descrizione

### Dimensioni
Misura 23–31 cm di lunghezza, per un peso di 115-224 g nel maschio e 167-290 g nella femmina.

### Aspetto
Sebbene il suo aspetto fisico possa far pensare, a prima vista, che la jacana africana appartenga all'ordine dei Gruiformi, essa appartiene all'ordine dei Caradriiformi, all'interno del quale costituisce una specie monotipica. Bellissimo uccello acquatico lungo poco più di 30 centimetri, attira immediatamente lo sguardo e la sua eleganza appare subito evidente. Il lungo becco azzurro sembra essere più lungo di quanto non sia a causa della placca frontale dello stesso colore. Questa bella parte blu della testa è circondata sui due lati da una linea nera che parte dalla regione lorale e ingloba gli occhi. Ad essa segue una grande linea nera che parte dal vertice e scende fino alla base del collo, rimanendo sempre molto sottile a livello della nuca. Il mento, la gola, la zona auricolare, i lati della nuca e la parte alta del petto sono di un bianco immacolato che diviene castano chiaro dorato sulla parte inferiore: questo conferisce all'uccello un profilo molto affusolato ed elegante. Tutto il resto del corpo è castano-fulvo con riflessi piuttosto dorati alla luce del sole. Il groppone e le remiganti secondarie sono leggermente più scuri, le remiganti primarie sono nere. Le lunghe zampe e le lunghe dita sono di colore grigio-bluastro. Il dimorfismo sessuale è assente, ma la femmina è più grande del maschio.
Il pulcino è di colore castano striato di marrone chiaro e scuro sulle parti superiori e bianco su quelle inferiori. Le sue dita, lunghe quasi quanto quelle degli adulti, le conferiscono un aspetto sproporzionato.
Il giovane ha una placca frontale poco sviluppata o del tutto assente e il becco non interamente blu. La parte dietro la testa che nell'adulto è nera nel giovane è di colore castano chiaro e marcata da un sopracciglio bianco ben evidente. Una banda pettorale giallo dorata separa in due il bianco del petto. Le parti superiori sono di colore castano e quelle inferiori sono bianche. Indossa il piumaggio adulto a partire dall'età di un anno.

### Voce
La jacana africana fa udire il suo richiamo, simile a un latrato, sia sul terreno che quando è in volo. In genere esso è piuttosto rumoroso. Emette dei krrrek abbastanza acuti e dei kreep-kreep-kreep molto brevi e ripetuti.

## Biologia
La jacana africana è un uccello gregario che di solito occupa una zona ristretta. In caso di grevi siccità, tuttavia, un'intera popolazione può percorrere diverse centinaia di chilometri per trovare una zona umida in cui stabilirsi, essendo questo biotopo essenziale per la sua sopravvivenza. Si aggira in cerca di cibo in coppie o in piccoli gruppi sciolti, muovendosi delicatamente sulla vegetazione galleggiante grazie alle lunghe dita, cercando gli insetti presenti sulla superficie delle foglie, che non esita a rivoltare per esaminare anche il lato inferiore. Talvolta resta anche sul dorso degli ippopotami per spostarsi e trovare cibo sulla superficie dell'acqua. Si muove camminando, ma anche nuotando per passare da un isolotto di vegetazione all'altro. Può anche immergersi per sfuggire al pericolo. È su questa stessa vegetazione che la jacana africana si riproduce. La riproduzione può aver luogo in ogni periodo dell'anno a seconda delle regioni, ma è sempre correlata alla stagione delle piogge. Questa specie ha sviluppato un sistema di riproduzione poliandrico: la femmina si accoppia con più maschi e questi ultimi allevano i pulcini. Durante questo periodo, questi uccelli si riuniscono in coppie o in piccoli gruppi.
La jacana africana è più a suo agio sull'acqua che in volo. Dotata di ali arrotondate, percorre in volo solo brevi tratti, con le zampe tenute penzoloni.

### Alimentazione
La jacana africana si nutre di insetti acquatici, larve, vermi, molluschi, crostacei, ragni e talvolta di semi.

### Riproduzione
La nidificazione è compito esclusivo del maschio. Prima di attirare una femmina, costruisce un nido rudimentale fatto di alghe marce sulla vegetazione galleggiante o direttamente su una grossa foglia di ninfea. Il maschio si serve anche delle foglie di grandi felci esotiche per costruire il nido, onde evitare che esso venga distrutto dal passaggio delle nutrie. Una volta terminato il nido, chiama la femmina schiamazzando e lanciando i materiali che sono stati impiegati nella sua costruzione. La parata nuziale ha inizio quando la femmina ha scelto un maschio ed è sommaria e rapida: i due uccelli formano dei circoli mentre camminano a testa bassa per esporre al meglio la loro placca frontale azzurra. Prima dell'accoppiamento, la femmina si accuccia e il maschio le sale sul dorso dopo qualche colpetto di becco sul corpo. La femmina depone quattro uova di color marrone chiaro e macchiate di nero che il maschio incuba a partire dalla deposizione del terzo uovo per un periodo di 21-26 giorni. Durante il giorno, il maschio cova per periodi di trenta minuti, trascorsi i quali si allontana per mangiare. Durante le ore più calde rimane in posizione verticale sopra le uova per tenerle all'ombra. Nel frattempo la femmina si accoppia con altri maschi, fino a un massimo di quattro. Alla schiusa, il maschio rimuove i gusci dal nido e per 40-70 giorni alleva e protegge i suoi pulcini, che sono in grado di nutrirsi da soli, nascondendoli nelle tasche formate dalle sue ali ripiegate per spostarli in caso di pericolo. Questi ultimi, nidifughi, possono anche immergersi per andare a nascondersi sotto la vegetazione.

## Distribuzione e habitat
La jacana africana vive in tutta l'Africa subsahariana. È tuttavia un uccello acquatico, che non si incontra mai nelle zone aride né in quelle forestali.
Nota in inglese con il nome di Lily-trotter («corridore delle ninfee»), questo termine indica bene le sue preferenze di habitat. Essa vive infatti nelle zone umide d'acqua dolce poco profonde dove la vegetazione (ninfee, giacinti d'acqua e simili) emerge permanentemente o stagionalmente. Questa vegetazione galleggiante le permette di camminare e nutrirsi sull'acqua. La vegetazione più alta le fornisce una buona protezione quando si mette al riparo. È presente anche nelle paludi stagnanti, nelle praterie allagate e nei corsi d'acqua ostruiti dalla vegetazione. Può anche pattugliare i banchi di sabbia dei grandi laghi africani. Si incontra più spesso al di sotto dei 2000 metri.

## Conservazione
La specie è comune e ampiamente diffusa. Solamente in aree localizzate è minacciata dalle modifiche apportate all'habitat, dall'innalzamento delle acque che provoca la distruzione delle covate, dalla bonifica delle zone umide e dall'aumento del bestiame. I nidi possono essere distrutti dal passaggio delle nutrie e i pulcini predati dai serpenti acquatici.

## Galleria d'immagini

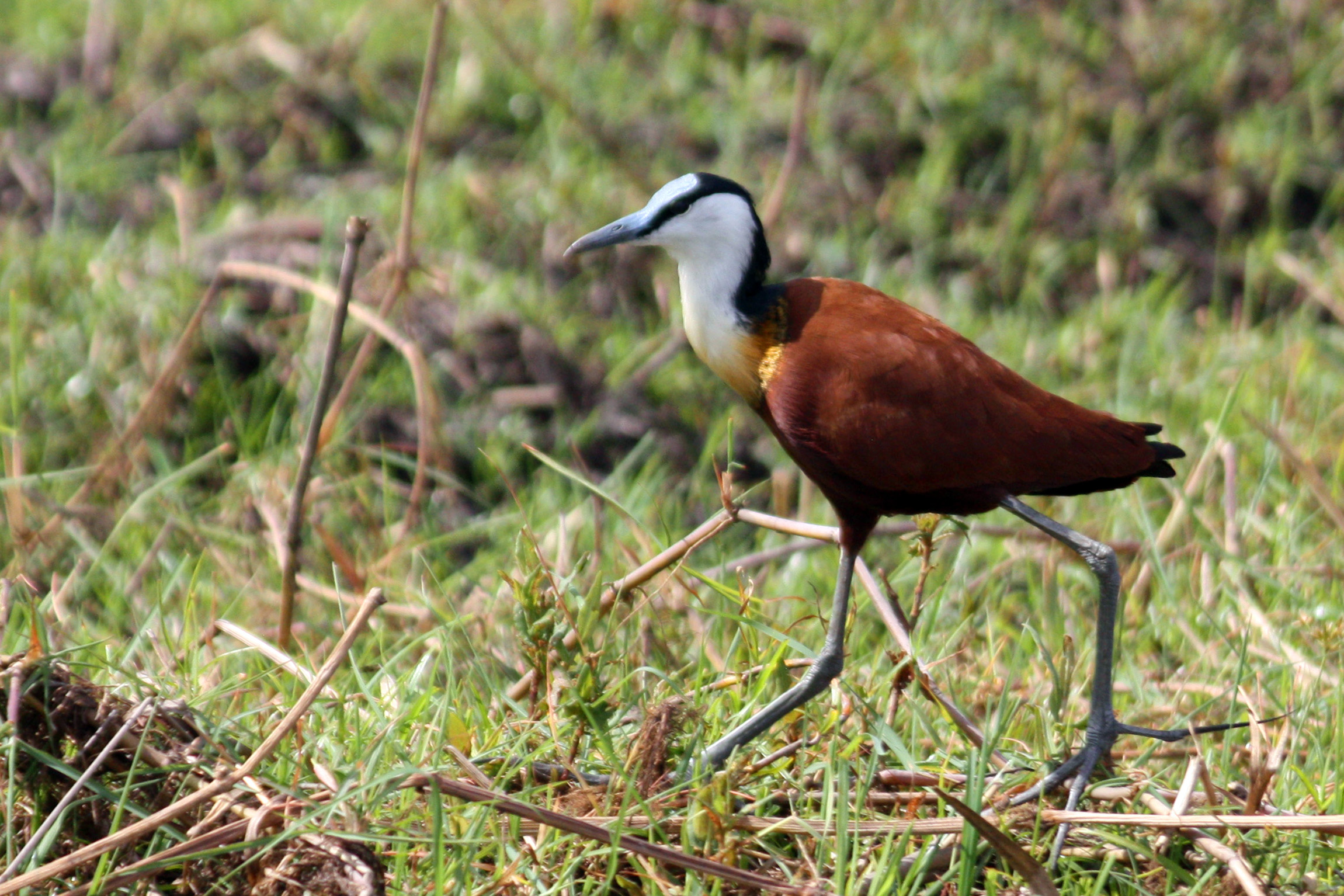
Adulto nel delta dell'Okavango (Botswana)
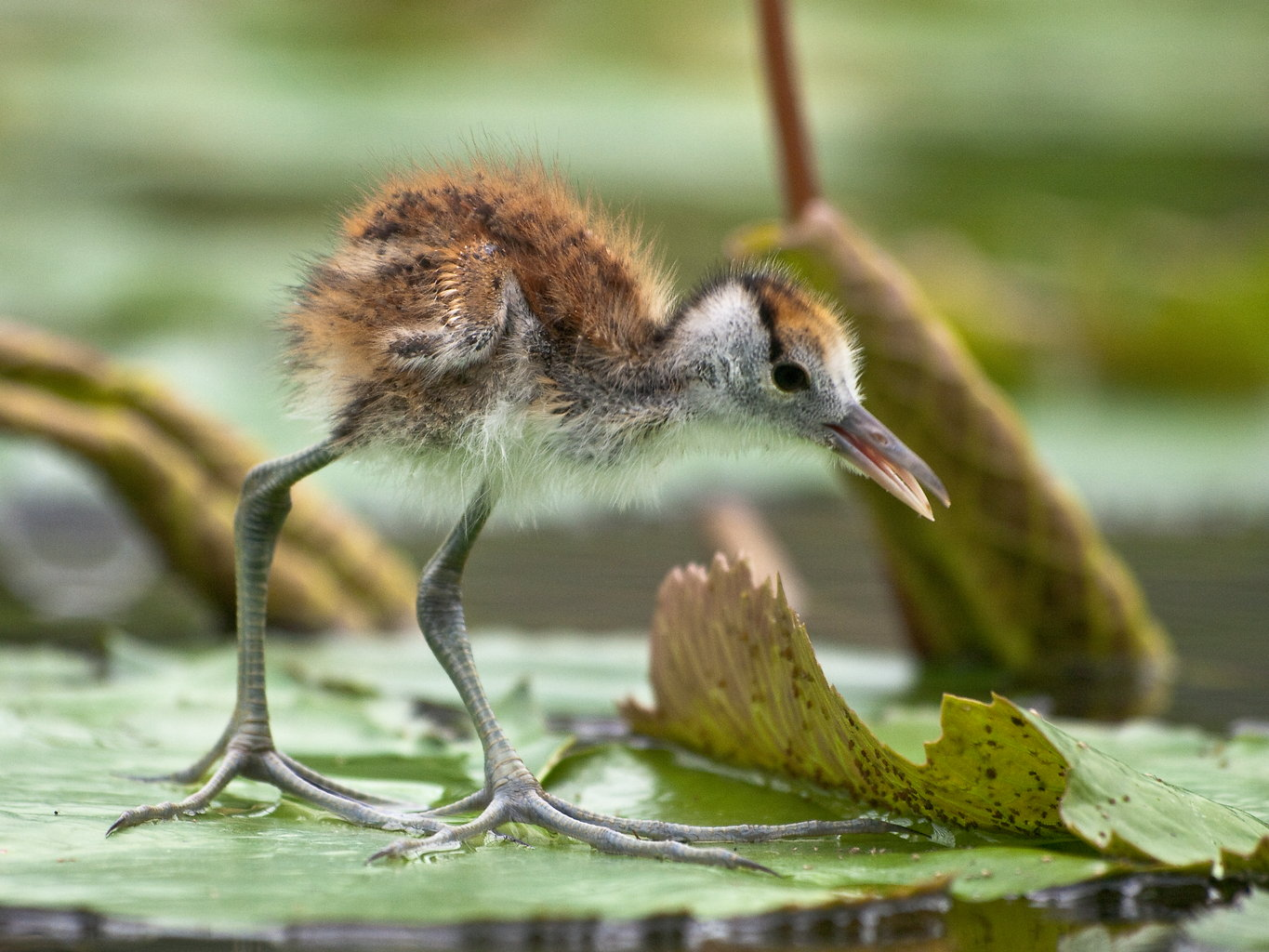
Pulcino a Kakegawa, nella prefettura di Shizuoka (Giappone)
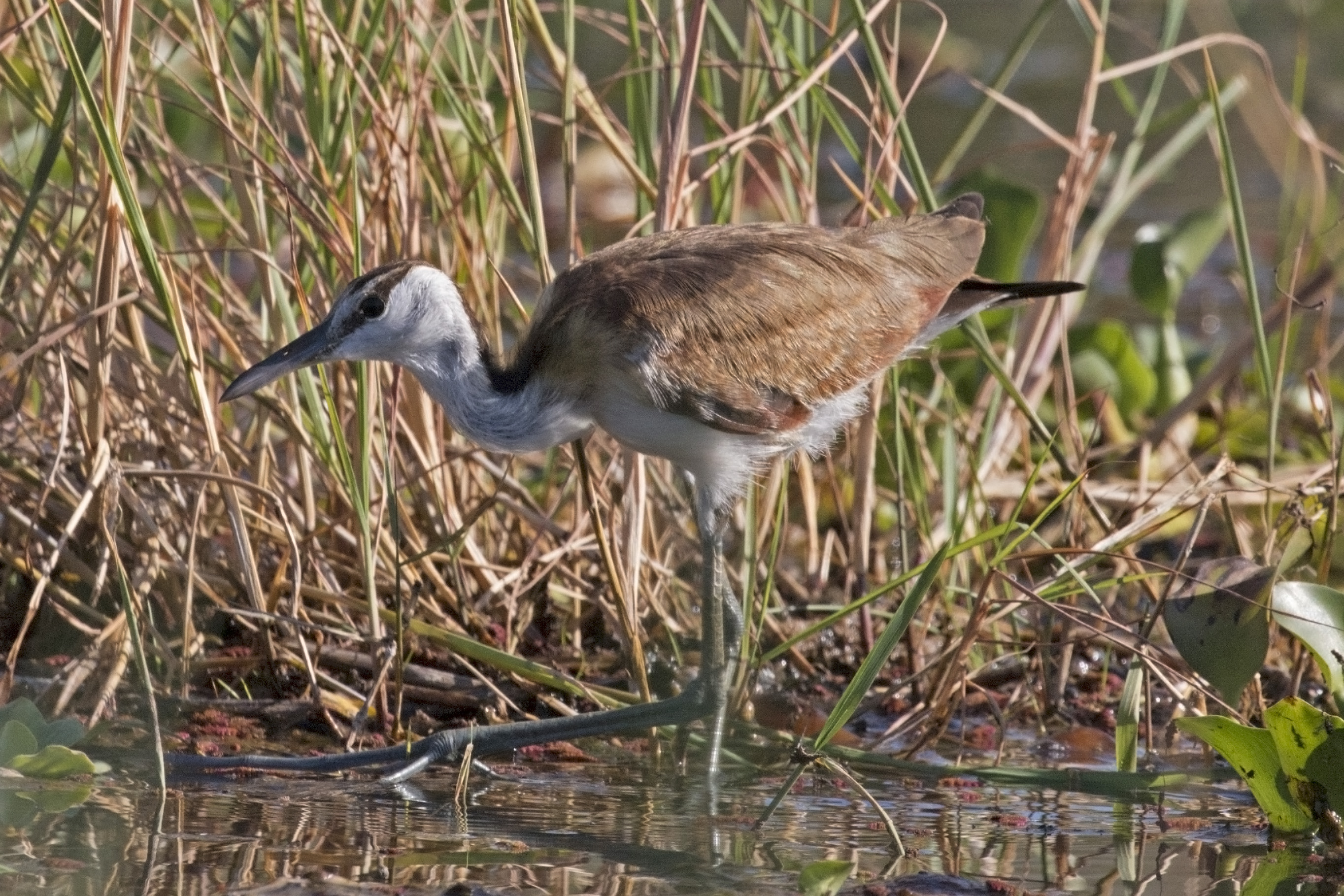
Giovane sul lago Baringo (Kenya)
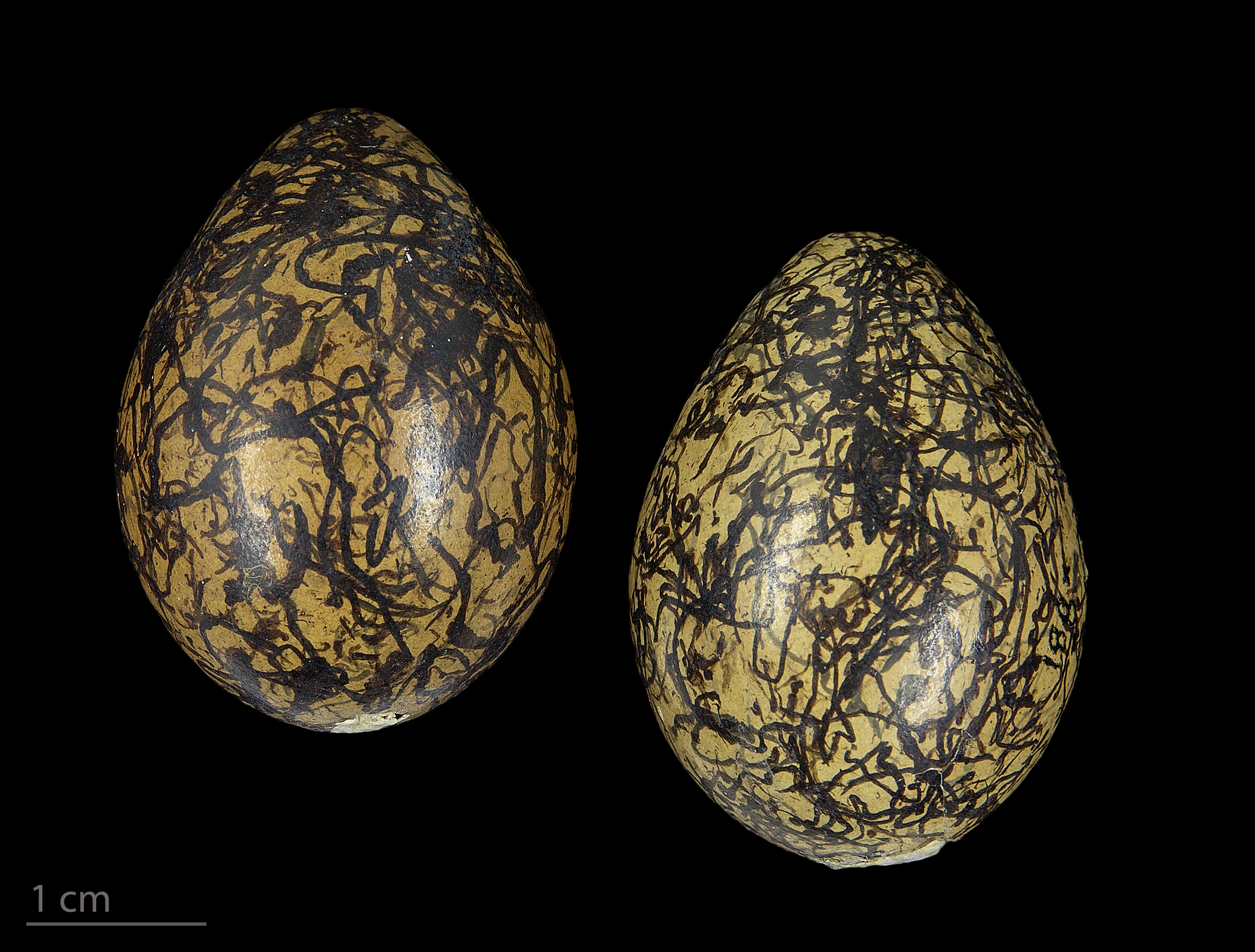
Uovo al museo di storia naturale di Tolosa